# بينتون ماكميلين
بينتون ماكميلين (بالإنجليزية: Benton McMillin) هو سياسي ودبلوماسي أمريكي ينتمي إلى الحزب الديمقراطي ولد بينتون ماكميلين في 11 أيلول من سنة 1845 في مقاطعة مونرو بولاية كنتاكي الأمريكية ماكميلين تلقى تعليمه في جامعة كنتاكي (الآن جامعة ترانسيلفانيا) درس القانون وبدأ حياته المهنية في عام 1871 بصفته محاميا في ولاية تينيسي الأمريكية خدم ماكميلين في مجلس النواب الأمريكي من عام 1879 إلى عام 1899 وشغل كذلك منصب حاكم ولاية تينيسي ما بين عامي 1899 إلى عام 1903 كان بينتون ماكميلين وزير الولايات المتحدة الأمريكية لشؤون البيرو ما بين عامي 1913 إلى عام 1919 شغل ماكميلين رئيسا للبعثة الدبلوماسين الأمريكية في غواتيمالا ما بين كانون الثاني من سنة 1920 إلى كانون الأول من سنة 1921 توفي بينتون ماكميلين في 8 كانون الثاني من سنة 1933 في ولاية تينيسي.